# Villers (Vosges)
Villers település Franciaországban, Vosges megyében. Lakosainak száma 189 fő (2022. január 1.). Villers Avillers, Mazirot, Mirecourt és Vroville községekkel határos.

## Népesség
A település népessége az elmúlt években az alábbi módon változott:
| Lakosok száma | 227  | 219  | 224  | 209  | 205  | 200  | 196  | 193  | 189  |
|               | 2013 | 2015 | 2016 | 2017 | 2018 | 2019 | 2020 | 2021 | 2022 |